# Rhamphomyia luctifera
Rhamphomyia luctifera är en tvåvingeart som beskrevs av Friedrich Hermann Loew 1861. Rhamphomyia luctifera ingår i släktet Rhamphomyia och familjen dansflugor. Inga underarter finns listade i Catalogue of Life.